# Vouacapoua americana

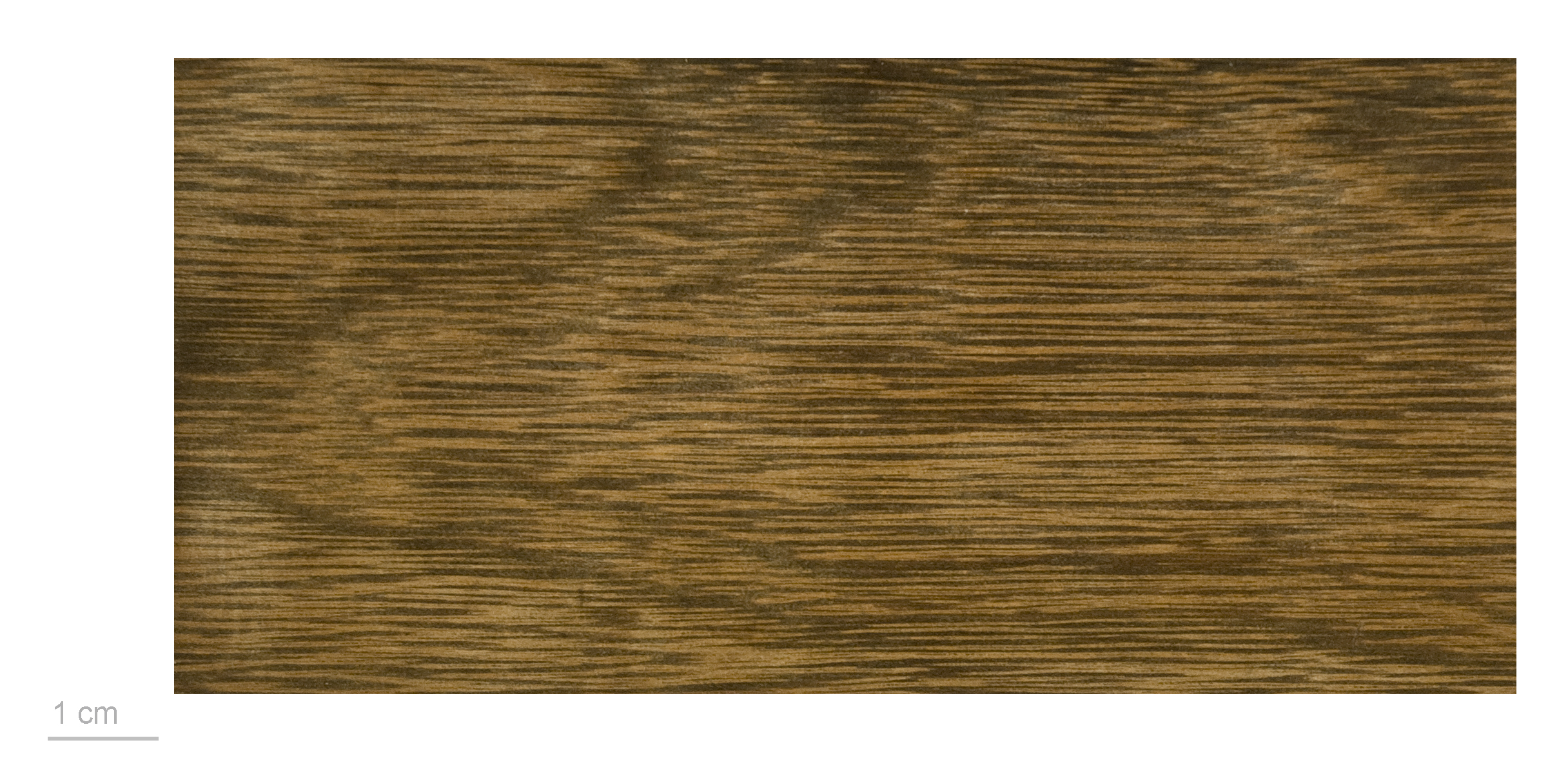
Vouacapoua americana - MHNT

Vouacapoua americana é uma espécie da família Fabaceae. Pode ser encontrada nos seguintes países: Brasil, Guiana Francesa, Guiana, Peru e Suriname. Possui madeira cor castanho-escura sobre pardo, dura, inalterável, própria para construção civil, naval, marcenaria ou tanoaria. Está ameaçada por perda de habitat.